# 原生质
原生质（protoplasm）是一古老而含糊的术语，最广为接受的定义是：「组成活细胞而被原生质膜包围的全部物质」；其为小分子与大分子的混合物，前者如离子，单糖，氨基酸，后者如蛋白质，多糖，脂质等。但最早在1846年，Hugo von Mohl 首次使用此名称时，是同义于后来的术语细胞质。随着科技的进步，对细胞结构愈来愈了解，此术语已很少使用，目前均使用细胞质、核质，甚或色素质来精确指称。
原生质并非单一的某种或某些化合物，而是由多种化合物所组成的复杂的胶体，这种胶体具有不断自我更新能力，成为一种生命物质的体系。原生質包括細胞質與細胞核，是被原生質膜包围而具生命的细胞部分，細胞壁則不屬於原生質。
原生质构成了原生质体；在植物中，原生质体就是除去细胞壁后被细胞膜包围的“裸露细胞”。

## 歷史
1839年，捷克生理学家浦金野把填满细胞的胶状液体定名为“protoplasma”（生命的原始物质）。直到19世纪中叶以后，德国植物学家雨果·冯·莫尔用“protoplasm”概括细胞中的所有内含物（包括细胞质和细胞核）。德国解剖学家舒尔策（M.Schltze）强调指出，原生质是“生命的物质基础”，并证明在所有的细胞裡，不论是动物或植物，也不论它们的结构是多么复杂还是非常简单，它们的原生质基本上都是相似的。
十九世纪末生物学家托马斯·亨利·赫胥黎给原生质下了一个定义：原生质是生命的物质基础。

## 亞原生質体
在分離原生質体的過程中，有時會因為分離不完整，只能得到部分的原生質，這種情況下稱為亞原生質体（subprotoplast）。

## 组成
通过各种生物原生质的研究，发现化学成分上虽有区别，但从组成的的化学元素来分析，基本的構成是相似的。其中有6种元素在数量上较多，分别为：碳、氢、氧、氮、磷、硫（占了总量的95%）。

## 原生质层
原生质层由细胞膜、液泡膜和它们之间的细胞质所构成，其作用相当于半透膜，具有选择透过性。